# Duiveneiland
Het Duiveneiland (Turks: Güvercin Adası) is een eiland in de Egeïsche Zee voor de kust van Kuşadasi.

## Geschiedenis
Het eiland was oorspronkelijk een rustplaats voor migrerende vogels en werd in de Ottomaanse tijd Kuşadasi genoemd, hetgeen vogeleiland betekent. Later werd de naam gebruikt voor de havenplaats en zelfs het omringende gebied, en kreeg het eiland de huidige naam.
Op het eiland bevindt zich een oud Byzantijns fort om de havenstad tegen piraten te verdedigen. Het wordt wel het piratenkasteel genoemd. De vuurtoren op het eiland wordt nog steeds gebruikt.
Tegenwoordig is het eiland met de kust verbonden door een dam, waar zeil- en vissersboten kunnen aanleggen.